# Willi Block

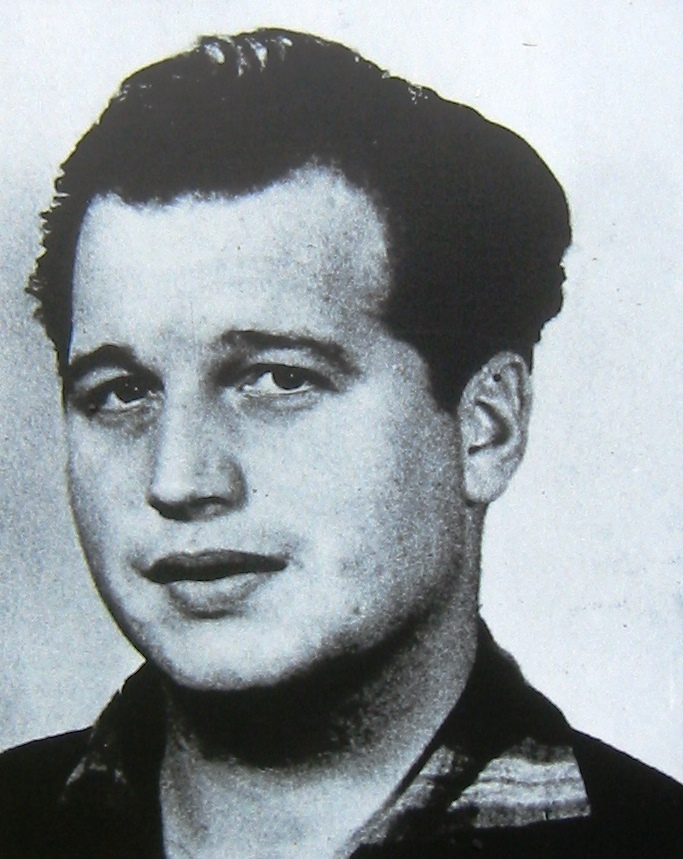
Willi Block

Willi Block (* 5. Juni 1934 in Berlin; † 7. Februar 1966 in Staaken) war ein Todesopfer an der Berliner Mauer.

## Leben
Nach der Schule absolvierte Willi Block eine Ausbildung zum Bauarbeiter. Von 1954 bis 1959 war er Grenzpolizist und besuchte eine Unteroffiziersschule. Er wurde Panzerkommandant und Ausbilder. Beim Bau der Mauer half er als Mitglied einer Betriebskampfgruppe. Er war Mitglied der Sozialistischen Einheitspartei Deutschlands.
Block floh mehrfach aus der DDR. Der erste Fluchtversuch am 13. Januar 1962 gelang ihm, er kehrte aber nach einem Monat in die DDR zurück, um seine Frau nachzuholen. Dabei wurde er verhaftet und für sechs Wochen in ein Arbeitslager gebracht, das er nach der Verpflichtung als Geheimer Informant verlassen durfte. Kurze Zeit später floh er am 18. August 1962 erneut nach West-Berlin. Dort berichtete er von seiner Anwerbung durch das Ministerium für Staatssicherheit. Da er auch zugab, über das Notaufnahmeverfahren West-Berlins berichtet zu haben, eröffnete die Staatsanwaltschaft ein Verfahren wegen Verstoßes gegen das Freiheitsschutzgesetz gegen ihn. Im Dezember 1962 kehrte er erneut in die DDR zurück, weil seine Ehefrau die Scheidung einreichen wollte. Wegen des Vorwurfs der Spionage wurde er festgenommen und im April 1963 zu einer Freiheitsstrafe verurteilt. Im November 1965 kam er aus der Haft in der Justizvollzugsanstalt Bautzen ins Betonwerk Staaken. Seine Arbeit dort war von Konflikten mit seinen Vorgesetzten geprägt. Er konsumierte häufig Alkohol während der Arbeitszeit.
Am 7. Februar 1966 war er so betrunken, dass ihm die Arbeit untersagt wurde. Im Laufe des Nachmittags begab er sich zur nahe gelegenen Grenze, überwand dort die Hinterlandmauer und passierte die Hundelaufanlage. Zwei Angehörige der Grenztruppen der DDR entdeckten ihn gegen 15:45 und gaben Warnschüsse ab, durch die er sich nicht aufhalten ließ. Block war mittlerweile an der letzten Hürde vor West-Berlin, drei Rollen Stacheldraht, angelangt. Seine Kleidung verfing sich in den Stacheldrahtrollen, so dass er bewegungsunfähig auf dem Bauch liegend gefangen war. Auf beiden Seiten der Grenze kamen bewaffnete Grenzer und Polizisten zum Tatort. Willi Block bat die West-Berliner Ordnungshüter um Hilfe, die diese aber erst bei Erreichung West-Berliner Territoriums in Aussicht stellten. Auf der anderen Seite forderten die Grenzer der DDR ihn auf zurückzukommen, was er nicht konnte. Als der Flüchtende versuchte sich zu befreien und rief: „Erschießt mich doch, ihr Hunde“, eröffneten die Grenzsoldaten und der anwesende Regimentskommandeur das Feuer auf ihn. Nachdem die Dienstpistole des Regimentskommandeur leergeschossen war, lieh er sich eine AK-47, um weiter schießen zu können. Von 72 abgegebenen Schüssen trafen 4 den wehrlos am Boden liegenden Block. Als zwei Grenzsoldaten gegen Abend die Leiche von Willi Block auf einem Lkw sahen, entschlossen sie sich zur Flucht, die noch am gleichen Tag gelang.
In der westlichen Presse gab es mehrere Berichte zu den Vorfällen. Die Presse der DDR stellte Block als Kriminellen und Agenten des Westens dar. Nach der deutschen Wiedervereinigung kam es 1993 zu einer juristischen Aufarbeitung des Todes vor dem Landgericht Berlin. Während der Stabschef, zwei Grenzposten und ihr Kommandeur aus Mangel an Beweisen freigesprochen wurden, verurteilte das Gericht den Regimentskommandeur wegen Totschlags zu einer Freiheitsstrafe von drei Jahren ohne Bewährung. Das Gericht attestierte, dass sein Verhalten „den Charakter einer (versuchten) Hinrichtung“ trug.